# Kvissel Station
Kvissel Station er en dansk jernbanestation i landsbyen Kvissel vest for Frederikshavn i Vendsyssel.
Stationen ligger på Vendsysselbanen mellem Aalborg og Frederikshavn. Den betjenes af tog fra jernbaneselskabet Nordjyske Jernbaner, der kører hyppige forbindelser med regionaltog mellem Aalborg i syd og Frederikshavn / Skagen i nord.

## Historie
Kvissel Station åbnede i 1871 som holdested på Vendsysselbanen. I 1877 blev den forfremmet til station, da stationsbygningen blev bygget.
I 1982 lukkede stationen, men fortsatte som trinbræt for regionaltogene. I 2017 overtog jernbaneselskabet Nordjyske Jernbaner den regionale togdrift mellem Skørping og Frederikshavn fra DSB.

## Arkitektur
Stationsbygningen fra 1877 er tegnet af arkitekten N.P.C. Holsøe.

## Galleri
- Kvissel Station i 2009
- Kvissel Station i 2011